# Gare de La Haye-Pesnel - La Lucerne
La gare de La Haye-Pesnel - La Lucerne est une gare ferroviaire française (fermée) de la ligne de Lison à Lamballe, située sur le territoire de la commune de La Lucerne-d'Outremer, à proximité de La Haye-Pesnel, dans le département de la Manche, en région Normandie.

## Situation ferroviaire
Établie à 90 mètres d'altitude, la gare de La Haye-Pesnel - La Lucerne est située au point kilométrique (PK) 80,145 de la ligne de Lison à Lamballe, entre les gares de Folligny (ouverte) et de Montviron - Sartilly (fermée). 

## Histoire
En 1957, c'est une gare de la région Ouest de la SNCF, qui dispose d'un bâtiment voyageurs et de voies de service. 

## Service des voyageurs
Gare fermée.